# Parapoynx diminutalis
Parapoynx diminutalis is een vlinder uit de familie van de grasmotten (Crambidae), uit de onderfamilie van de Acentropinae. De wetenschappelijke naam van deze soort is voor het eerst gepubliceerd in 1880 door Pieter Snellen.

## Verspreiding
De soort komt voor in Egypte, Soedan, Nigeria, Ethiopië, Congo-Kinshasa, Oeganda, Kenia, Tanzania, Angola, Zambia, Malawi, Mozambique, Botswana, Zimbabwe, Zuid-Afrika, Madagaskar, Réunion, Mauritius, Pakistan, India, Bhutan, China, Taiwan, Thailand, Maleisië, Vietnam, Filipijnen, Indonesië (Sulawesi), Australië, de Verenigde Staten, Cuba, Puerto Rico, Honduras en Panama. 
In enkele Europese landen is deze soort geïmporteerd met waterplanten, zoals in Groot-Brittannië, Nederland, Oostenrijk en Tsjechië. In koelere klimaten kan deze soort alleen overleven in verwarmde kassen.

## Waardplanten
De rups leeft onder andere op Hydrilla verticillata (Hydrocharitaceae) en Nymphaea sp. (Nymphaeaceae).